# Stefan Topurov
Stefan Petrov Topurov –en búlgaro, Стефан Петров Топуров– (Asenovgrad, 11 de agosto de 1964) es un deportista búlgaro que compitió en halterofilia.
Participó en los Juegos Olímpicos de Seúl 1988, obteniendo una medalla de plata en la categoría de 60 kg. Ganó tres medallas en el Campeonato Mundial de Halterofilia entre los años 1983 y 1987, y cuatro medallas en el Campeonato Europeo de Halterofilia entre los años 1983 y 1988.

## Palmarés internacional
| Juegos Olímpicos   | Juegos Olímpicos         | Juegos Olímpicos | Juegos Olímpicos |
| Año                | Lugar                    | Medalla          | Categoría        |
| ------------------ | ------------------------ | ---------------- | ---------------- |
| 1988               | Seúl (Corea del Sur)     | Medalla de plata | 60 kg            |
| Campeonato Mundial |                          |                  |                  |
| Año                | Lugar                    | Medalla          | Categoría        |
| 1983               | Moscú (URSS)             | Medalla de plata | 60 kg            |
| 1986               | Sofía (Bulgaria)         | Medalla de plata | 67,5 kg          |
| 1987               | Ostrava (Checoslovaquia) | Medalla de oro   | 60 kg            |
| Campeonato Europeo |                          |                  |                  |
| Año                | Lugar                    | Medalla          | Categoría        |
| 1983               | Moscú (URSS)             | Medalla de plata | 60 kg            |
| 1984               | Vitoria (España)         | Medalla de oro   | 60 kg            |
| 1987               | Reims (Francia)          | Medalla de oro   | 60 kg            |
| 1988               | Cardiff (Reino Unido)    | Medalla de plata | 60 kg            |